# Hermann-Josef Rapp
Hermann-Josef „Jupp“ Rapp (* 1944 in Wiedenbrück) ist ein deutscher Forstmann und Naturschützer. Er ist bekannt als die „Stimme des Reinhardswaldes“.

## Leben

### Ausbildung und berufliches Wirken

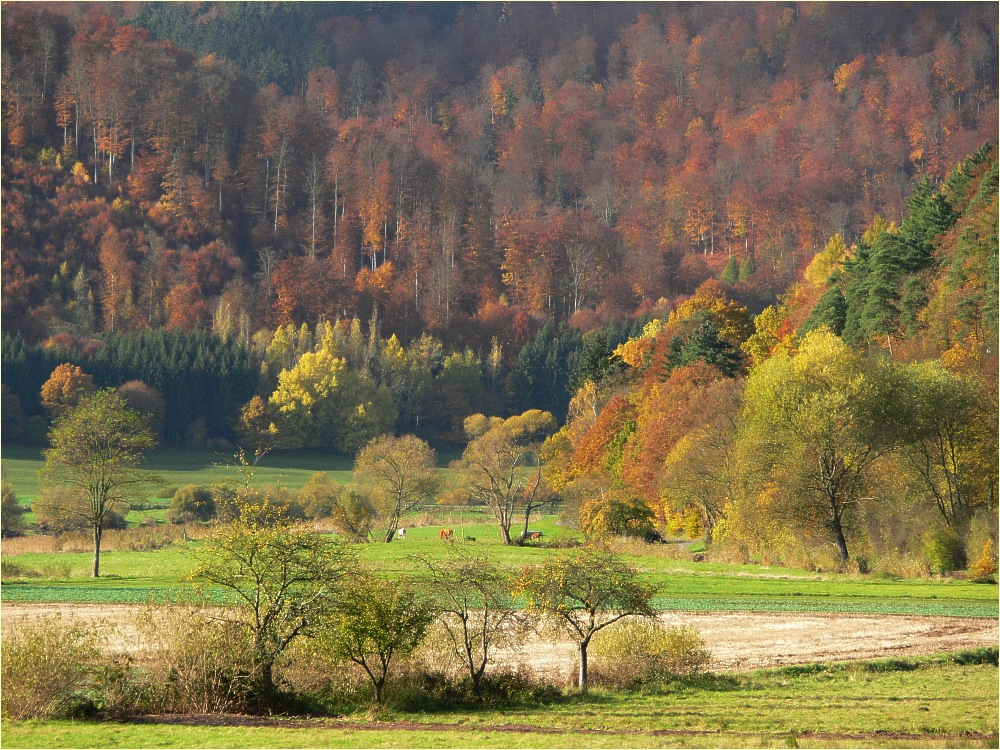
Hermann-Josef Rapp wirkte ab 1972 als Förster im Reinhardswald.

Hermann-Josef Rapp trat 1961 in die Hessische Landesforstverwaltung ein, in der er eine Ausbildung zum gehobenen Forstdienst absolvierte. Anschließend war er in verschiedenen Regionen Hessens im Innen- und Außendienst tätig. 1972 kam er als Revierleiter an das Forstamt Reinhardshagen. In seinen letzten zehn Dienstjahren bis zur Pensionierung im Jahr 2000 war Rapp dort stellvertretender Forstamtsleiter.

### Die „Stimme des Reinhardswaldes“
Auch nach dem Wechsel in den Ruhestand blieb Rapp als intimer Kenner des Reinhardswaldes gefragter Ansprechpartner für Waldbesucher und Medien. Bis 2011 gestaltete und leitete er an die 1000 Führungen, hielt zahlreiche Vorträge und wirkte beratend und als Interviewpartner an mehreren Fernsehdokumentationen sowie Filmdrehs mit. Er ist Herausgeber und Mitverfasser der Bücher Reinhardswald – Eine Kulturgeschichte (2002) und – zusammen mit Marcus Schmidt – Baumriesen und Adlerfarn. Der „Urwald Sababurg“ im Reinhardswald (2006). Außerdem wirkte er als Autor an dem Buch Beberbeck zwischen Sababurg und Gesundbrunnen. Eine Zeitreise durch die Region (2008) mit. Darüber hinaus veröffentlichte er zahlreiche Beiträge in Fachpublikationen und gehört zu den langjährigen Autoren der Schriftenreihe Jahrbuch Landkreis Kassel und des Natur-Blogs natur.reinhardshagen.de. Diese umfangreiche Öffentlichkeitsarbeit und nicht zuletzt seine kräftige Stimme brachten ihm die Ehrenbezeichnung „Stimme des Reinhardswaldes“ ein.

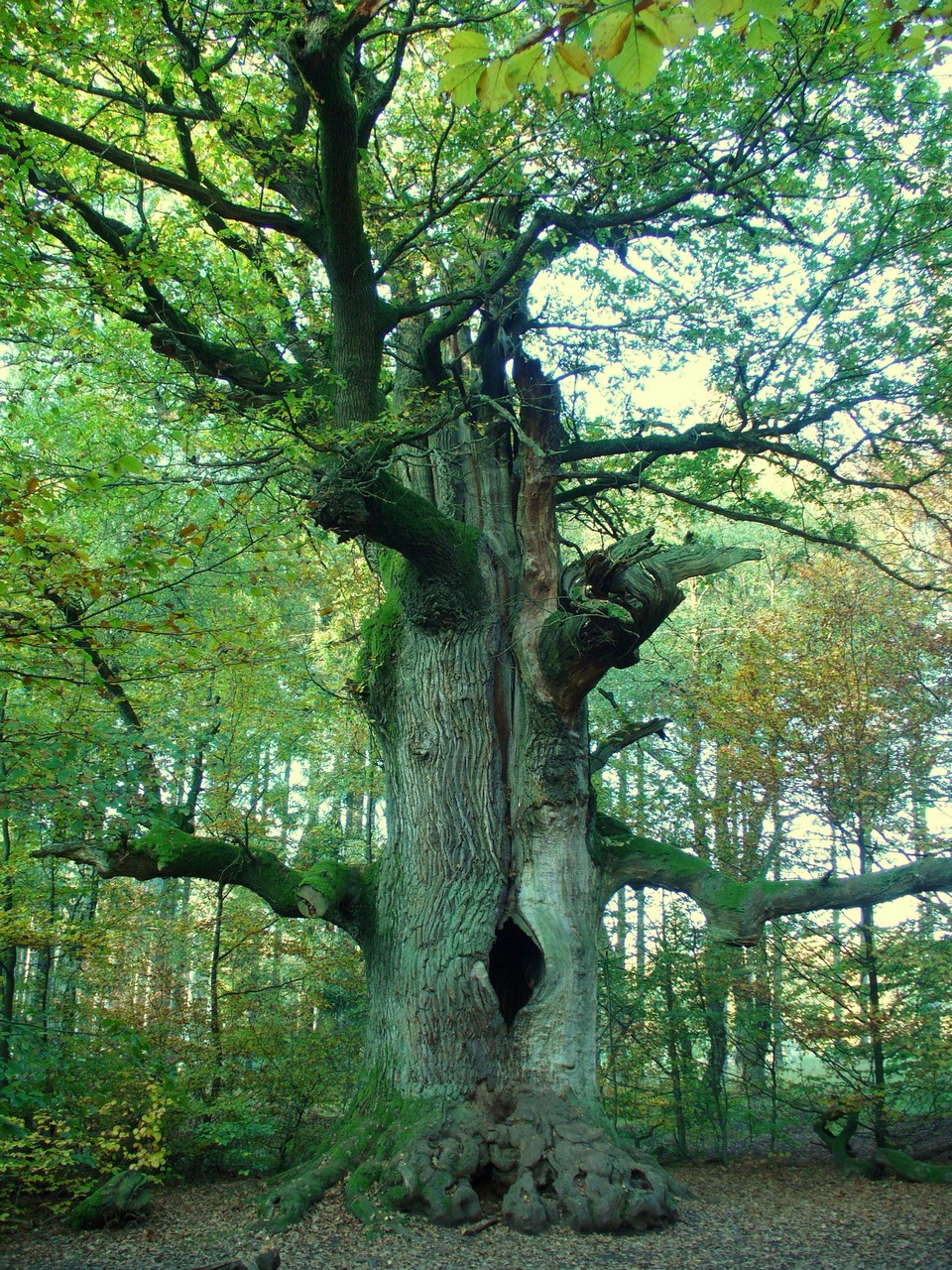
Als Naturschutzbeauftragter kümmert sich Hermann-Josef Rapp unter anderem um das Naturschutzgebiet „Urwald Sababurg“

Rapp engagiert sich im Naturschutzbund Deutschland NABU Altkreis Hofgeismar e. V. und im Arbeitskreis Kassel der Hessischen Gesellschaft für Ornithologie und Naturschutz e. V. (HGON). Als ehrenamtlicher Beauftragter der Oberen Naturschutzbehörde betreut er fünf Naturschutzgebiete, darunter auch das international bekannte Naturschutzgebiet Urwald Sababurg, für das er sich ganz besonders starkmacht. Zudem ist Rapp Förderer des Ecomuseums Reinhardswald. Auch für die seit 1998 überregional bekannt gewordenen Storchen-Brutpaare in Reinhardshagen-Vaake (Süd) setzt er sich ein.
Darüber hinaus gehört Rapp zu den Wegbereitern der Naturbestattung in Deutschland. Es ist wesentlich seiner Initiative zu verdanken, dass im Reinhardswald im Jahr 2001 mit dem FriedWald Reinhardswald der erste FriedWald Deutschlands eingerichtet wurde. Rapp war somit bundesweit der erste „FriedWald-Förster“.
Hessenweit bekannt wurde Rapp zudem in der Auseinandersetzung um das in Beberbeck geplante Schloss-Beberbeck-Resort. Als vehementer Gegner der Ausbaupläne engagierte er sich als Sprecher des „Aktionsbündnisses Beberbeck“, in dem auch die großen Naturschutzverbände mitarbeiten. Nach Ansicht des Bündnisses ist das Ferienresort-Projekt, das sich Ende 2010 schließlich zerschlug, nicht nur zu groß für den vorgesehenen Standort, sondern bedeute vor allem auch erhebliche Eingriffe in Natur und Landschaft – nicht zuletzt für den Urwald Sababurg. Alternativ setzen sich Rapp und seine Mitstreiter dafür ein, die Staatsdomäne stattdessen zu einem „Modellprojekt für einen nachhaltigen Tourismus“ zu entwickeln und zu diesem Zweck einen Naturpark Reinhardswald auszuweisen.

### Gewerkschaftliches Engagement
Rapp ist Mitglied der Gewerkschaft Gartenbau, Land- und Forstwirtschaft (GGLF) beziehungsweise deren Nachfolgeorganisation Industriegewerkschaft Bauen-Agrar-Umwelt (IG BAU), wo er sich seit vielen Jahren in Vorständen und Gremien engagiert. So war er Mitglied des Landesvorstands Hessen und Sprecher der Initiative „Zukunft der Forstwirtschaft in Deutschland“ der IG BAU-Landesvertretung Hessen. Er ist regelmäßiger Mitarbeiter der IG-BAU-Zeitschrift Forstliche Mitteilungen, in der er unter anderem die Rubrik Buch-Tipps betreut.
Forstoberamtsrat a. D. Hermann-Josef Rapp wohnt seit 1972 mit seiner Frau Christine und seinen Kindern in Reinhardshagen.

## Ehrungen
Für sein Engagement in zahlreichen Ehrenämtern – besonders für seine Verdienste im Natur- und Umweltschutz sowie der Gewerkschafts- und Öffentlichkeitsarbeit – verlieh ihm der Bundespräsident 2011 das Bundesverdienstkreuz am Bande. Bei der Ordensübergabe im Landgrafenzimmer der Sababurg sagte der hessische Ministers für Wirtschaft, Verkehr und Landesentwicklung, Dieter Posch: „Der Prinz hat Dornröschen wachgeküsst und Rapp hat den Reinhardswald wachgeküsst.“ (Zitatvariante: „So wie der Prinz im Märchen Dornröschen wachgeküsst hat, hat Rapp den Reinhardswald wachgeküsst.“).
Zu seinen Ehren wurde eine der uralten Eichen im „Urwald Reinhardswald“ auf seinen Namen getauft.